# Cojușna, Strășeni
Cojușna este o localitate din raionul Strășeni, Republica Moldova ce se învecinează cu satele Trușeni, Scoreni, orașele Vatra și Strășeni. Localitatea este așezată pe ambele maluri ale râului Cojușna, afluent de dreapta al râului Bâc, și este situat pe trei coline, fiind întins pe o lungime de 6 km de la est la vest și 4 km de la nord spre sud.

## Geografie
Satul Cojușna este situat în partea de sud a raionului Strășeni, la o distanță de 10 km de centrul raional cu același nume și ocupă o suprafață de 801 ha. Aria totală a pământurilor subordonate satului constituie 2995 ha, inclusiv intravilanul 482 ha. Localitățile vecine a satului sunt satele Trușeni, Căpriana, Scoreni și orașele Strășeni și Vatra.Conform istoriei s. Cojusna era populat de țărani răzeși (liberi). Hramul satului Cojușna este „Sfântul Mare Mucenic Gheorghe” și se sărbătorește la data de 6 mai.
Relieful teritoriului este complicat, cu pante abrupte. Satul se extinde de  la Est pe ambele maluri ale râulețului Cojușna, afluentul din dreapta a râului Bâc și este situat pe trei coline, fiind întins pe o lungime de  de la est la vest și  de la nord spre sud. Coasta dreaptă a văii râulețului se referă la expoziția Nord-estică, panta abruptă 8-100, suprafața coastei este deluroasă cu caracter de alunecări de teren străvechi. Coasta stângă a văii râulețului Cojușna, în partea de jos, este mai netedă și mai puțin înclinată. Teritoriul satului este inclus în regiunea podișului din Moldova Centrală (Codrii).
Clima este caracterizată ca continentală moderată cu vară fierbinte și iarnă relativ caldă. Astfel de climă continentală este condiționată de îndepărtările ale suprafețelor mari acvatice și ale munților Carpați, care prezintă obstacol pentru pătrunderea maselor de aer umede de la vest.

## Istoric
Prima atestare documentară a satului Cojușna datează de la 7 martie 1528, deși Dicționarul Statistic al Basarabiei, editat în 1923, indică anul 1508, dar fără a prezenta dovezi. Astfel, într-un document de la 7 martie 1528 se arată că satul ar fi existat de acum, pe când Marușca, soția lui Costel Posadnic, devine proprietară aici:
„Din mila lui Dumnezeu, noi Petru voievod, domn al Țării Moldovei. Facem cunoscut cu această carte a noastră tuturor celor ce o vor vedea sau o vor auzi citindu-se, că au venit înaintea noastră. Și înaintea boierilor noștri moldoveni Tațea, fiica lui Albul Farcovici și nepoata ei Sofica, fiica lui Ivanco Știrbeț, de bună voia lor, nesilite de nimeni, nici asuprite și au vândut dreapta lor ocină din dreptul lor uric, din privilegiul de schimb ce a avut Albul Farcovici și Ivanco Știrbeț dela fratele domniei mele Bogdan voievod, un sat pe Sitna, anume Brănești amândouă cuturile, și cu mori pe Sitna. ...

Și iarăși Albul Farcovici și Ivanco Știrbeț au dat Marușcăi, cneaghina lui Coste posadnic, fiica lui Pântecel, nepoata lui Iliaș ceașnic, dreapta sa ocină și cumpărătură, un sat la Botne, anume Cogiușna, pe care l-au cumpărat acest sat dela Coste și dela fratele lui, Fedor, posadnicii, pentru 320 de zloți tătărești.

...

Iar pentru mai mare putere și întărire a tuturor celor mai sus scrise, am poruncit să se serie și să se atârne pecetea noastră la această carte a noastră.

A scris Dumitru Popovici, la Iași, în anul 7036 (1528) luna Martie 7.”
Înțelegem că satul Cojușna cândva fusese cumpărat de către bărbatul Marușcăi și de către Teodor Posadnic cu 550 de zloți tătărești. Dar toate documentele care s-au scris atunci și în secolele care au urmat atestă și alt adevăr incontestabil: satul Cojușna a fost un cuib de răzeși, mazili și boiernași.
În cadrul recensământului desfășurat în decursul anului 1772, în Cojușna din ocolul Bucovățului, ținutul Orhei-Lăpușna, au fost înregistrate 51 de gospodării, inclusiv: 1 cap de familie țigan birnic; 1 preot; 41 de gospodării de moldoveni; mazili și ruptași: Nistor, Todor Nani, Ionița Costin, Simeon - ginerele lui Nistor, Andrei — fiul lui Grigoraș, Lupul Bivol, 1 volintir, 1 călăraș al serdăriei. În anul 1774, administrația militară rusă ordonă organizarea unui nou recensământ, la care în Cojușna au fost înscrise 51 de case (gospodării), dintre care 16 sunt eliberate de bir: 3 mazili, 6 ruptași, 1 preot, 6 femei văduve și 35 rămân birnici.
La recensământul din 1817, scrie savantul Vladimir Nicu, în sat erau deja 120 de gospodării de răzeși, dintre care 19 de mazili și 20 de ruptași de visterie. Mai existau 10 văduve și 45 de burlaci. Aveau 2 preoți, un diacon și 3 dascăli - unul dintre care era și învățător la școală.
În 1859 Cojușna e alcătuită din 353 de case cu o populație de 638 de bărbați și 625 de femei. La 1 ianuarie 1865, gospodăriile din sat stăpâneau 2488 desetine de pământ arabil și 531 desetine de pădure.
În anii 1917-1918, gubernia Basarabia (partea Moldovei dintre Prut și Nistru), și-a proclamat autonomia în cadrul Imperiului Rus, devenind Republica Democratică Moldovenească (RDM). La 24 ianuarie 1918, RDM și-a proclamat independența față de Rusia, pentru ca apoi Sfatul Țării să voteze unirea cu România la 27 martie 1918.
Anuarul Eparhiei Chișinăului și Hotinului din 1922 ne informează despre slujitorii spirituali al Bisericii „Sfântul Gheorghe” din satul Cojușna cu 760 de gospodării de etnie română. Preoți parohi erau Grigorie Ciubuc, de 57 de ani, în serviciu pe loc din 1897 și Ioan Neaga, de 48 de ani, în serviciu de loc din 1918. Cântăreți la biserică erau Vasile Silvestrovici, de 55 ani, în serviciu în sat din 1894 și Vasile Novițchi, de 42 ani, în serviciu pe loc din 1921.
Dicționarul geografic al Basarabiei din 1923 atestă în sat 2052 de bărbați și 2089 de femei. În această perioadă Cojușna era în componența județului Chișinău, volostea Sirețului. În anul 1924 primar al satului a fost Darie Andrei, notar – Nicolopo Roland, activau 11 băcănii, 1 birt (mic restaurant), 2 cizmari, 3 croitori și 1 industriaș. De asemenea, funcționa Banca populară „Tovărășia de împrumut și păstrare” cu un capital de 23.800 lei, președinte fiind Gheorghe Neamțu.
La 25 septembrie 1925, prin decretul regal emis de regele Ferdinand I, este adoptată legea administrativă prin care se promulgă o nouă diviziune administrativ-teritorială a României. Cojușnei i se acordă statut de comună și face parte din plasa Râșcanu, județul Lăpușna. În 1929, odată cu venirea la putere a național-țărăneștilor, delimitarea administrativă a țării suferă noi modificări, numărul plășilor este redus și comuna Cojușna este inclusă în plasa Chișinău, județul Lăpușna.
Structura lingvistică a populației, 1930
     Limba română (97,9%)
     Limba rusă (1,5%)
     Limba diș (0,6%)
La recensământul general al populației, în satul Cojușna au fost numărați 4327 de oameni, inclusiv: 4262 români, 32 ruși și 27 evrei și 6 romi. Din punct de vedere lingvistic, 4236 persoane au indicat limba română, 64 pers. - limba rusă și 27 pers. - limba idiș.
Economia locală, la mijlocul perioadei interbelice, era reprezentată de 6 băcănii (deținute de către Boțan Gh., Boțan Nicolae, Poberejnic Petre, Poiață Ion, Sârbu Evdochim, Vainștoc Fromn), 1 restaurant modest (Boțan Athanase) Cooperativa de Consum „Folosul Nostru”, Cooperativa Forestieră „Ștefan cel Mare” și câteva mori (Pelin Nicolae, Poiață Nicolae, Poiață Ștefan, Prodan Nicolae, Samoilov Vasile, Bălan Gh., Mândrescu Vasile, Vâlcu Vasile, Iereghe Gheorghe). De asemenea, populația satului beneficia de servicii oferite de 3 cizmari (Crestia Sava, Gonța Atnanase, Unguru Vasile.); 1 croitor (Stivelman Mordco); 
2 fierari (Zanevici E., Zanevici V.); 1 grădinar (Darie Gheorghe); 1 lăcătuș (Danilișin Marcu); 1 măcelar (Iereghe Vasile); 1 tâmplari (Pelin Gheorghe); 1 zidari (Zaltur Constantin, 1 tutungerie (Pelin Andrei) și o treierătoare (Neamțu Ion Zaharia). În domeniul financiar funcționa Banca „Podgoreanul”. Mari posesori de terenuri erau agriculturii Boțan Athanase având 30 ha teren arabil și 4 ha de vie, Boțan Nicolae - 30 ha de teren arabil și 4 ha de vie, Ciubuc Dumitru - 30 ha de teren arabil și 2 ha de vie, Ciubuc Sava - 42 ha de vie și 17 ha devie, și Prodan Nicolae - 3 ha și vie.
În Cojușna activa au fost organizate primărie comunală, percepție fiscală, 1 școală medie, 3 școli primare. Principalele produse comercializate la târgurile și piețele regionale au fost cerealele și vinurile.
La finele anilor 30, sec. XX, sat activa Fundația Culturală Regală „Principele Carol”.
În 1938, după instaurarea dictaturii regelui Carol al II-lea, se modifică organizarea administrativ-teritorială a țării se înființează ținuturile. Satul Cojușna este transferat în plasa Vorniceni, județul Lăpușna, ținutul Nistru.
Pe data de 28 iunie 1940, în urma unei notă ultimative, trupele sovietice au invadat România, ocupând Basarabia și nordul Bucovinei, inclusiv satul Cojușna.

## Populația
Conform Recensământul populației și al locuințelor din 2014, satul Cojușna avea în 2014 o populație de 6247 de locuitori, dintre care 3012 bărbați (48,2%) și 3235 femei (51,8%). Din nr. total al populației 6005 s-au declarat români/moldoveni, 56 ruși, 52 ucraineni, ș.a. De asemenea, în localitate au fost înregistrate 1816 gospodării.
|                                                          | 2004                                       | 2004                                       | 2014                                | 2014                                |
| Grup Etnic                                               | Populație                                  | % din total                                | Populație                           | % din total                         |
| -------------------------------------------------------- | ------------------------------------------ | ------------------------------------------ | ----------------------------------- | ----------------------------------- |
| Băștinași declarați Moldoveni Băștinași declarați Români | 6625 150                                   | 94,56% 2,14%                               | 5276 729                            | 84,46% 11,67%                       |
| ruși                                                     | 103                                        | 1,47%                                      | 56                                  | 0,9%                                |
| ucraineni                                                | 85                                         | 1,21%                                      | 52                                  | 0,83%                               |
| bulgari                                                  | 14                                         | 0,2%                                       | 9                                   | 0,14%                               |
| evrei                                                    | 8                                          | 0,11%                                      |                                     |                                     |
| găgăuzi                                                  | 4                                          | 0,06%                                      |                                     |                                     |
| polonezi                                                 | 2                                          | 0,03%                                      |                                     |                                     |
| romi                                                     | 2                                          | 0,03%                                      |                                     |                                     |
| altele, nedeclarată                                      | 13                                         | 0,19%                                      | 125                                 | 2%                                  |
| Total                                                    | 7006                                       |                                            | 6247                                |                                     |
|                                                          | Sursă: Rezultatul recensământului din 2004 | Sursă: Rezultatul recensământului din 2004 | Rezultatul recensământului din 2014 | Rezultatul recensământului din 2014 |

## Economie și infrastructură

### Industrie
În satul Cojușna activează circa 100 agenți economici dintre care cele mai cunoscute sunt: fabrica de vin „Migdal-P”, compania producătoare de patiserie și cofetărie „Nefis” și Fabrica de vin „Cojușna” (nefuncțională). Pe lângă acestea, în localitatea activează diverși agenți economici de prelucrare a producției agricole, fabrică de conserve, întreprinderi din domeniul construcțiilor, comerțului sau care prestează servicii de transport.

### Agricultură
Suprafața totală a pământurilor subordonate satului Cojușna constituie 2995 ha, inclusiv: terenuri agricole –1483 ha; arabile – 1000 ha; livezi – 139 ha; vii – 310 ha; pășuni – 34 ha. Cele mai mari întreprinderi agricole și gospodării țărănești sunt: SRL „Leodin&Co”,  SRL „Moșia lui Dumbravă”, GȚ „Munteanu Nicolae”, GȚ „Ritandrex”, GȚ „Vega Țurcanu”, SRL „Agremtur”, SRL „Umbrela Verde”, GȚ „Tranga Andrei”, SRL „Vitis Cojușna”, SRL „Agrodor Succes”, GȚ „Ion Ungureanu”.

### Infrastructură
- Străzi și drumuri  Satul Cojușna este amplasat în apropierea traseului auto Chișinău-Ungheni, dispunând de două accese la acest traseu. Primul acces – dinspre or. Chișinău, pe str. Mihai Viteazul și al doilea acces la traseu pe str. Revaz Lomtadze. Legătura dintre localitățile învecinate se realizează prin același traseu auto și, suplimentar, printr-o rețea de drumuri locale. Străzile principale ale satului sunt: str. Mihai Viteazul, str. Ștefan cel Mare, str. Revaz Lomtadze, str. Sirețului; str. Podgorenilor. Aceste străzi principale și alte străzi secundare dispun de partea carosabilă asfaltică. O mare parte din rețeaua de drumuri este neasfaltată. Total, pe teritoriul localității sunt 87 străzi și stradele.[20]

## Administrație și politică
Componența Consiliului local Cojușna (15 consilieri), ales la 5 noiembrie 2023, este următoarea:
|  | Partid                                       | Consilieri | Componență | Componență | Componență | Componență | Componență | Componență | Componență | Componență | Componență | Componență | Componență | Componență |
|  | -------------------------------------------- | ---------- | ---------- | ---------- | ---------- | ---------- | ---------- | ---------- | ---------- | ---------- | ---------- | ---------- | ---------- | ---------- |
|  | Partidul Acțiune și Solidaritate             | 12         |            |            |            |            |            |            |            |            |            |            |            |            |
|  | Partidul Socialiștilor din Republica Moldova | 1          |            |            |            |            |            |            |            |            |            |            |            |            |
|  | Candidat independent LIDIA CERTAN            | 1          |            |            |            |            |            |            |            |            |            |            |            |            |
|  | Candidat independent OLGA MURSA              | 1          |            |            |            |            |            |            |            |            |            |            |            |            |

## Educație
În teritoriul s. Cojușna activează următoarele instituții de învățământ: Liceul-Teoretic „Alecu Russo”, Școala de Arte Cojușna, frecventată de circa 170 elevi, instruiți de 18 profesori, la diferite specialități și anume: dans popular, dans modern, pian, acordeon, chitară, instrumente aerofonice, canto popular, pictură și olărit, grădinița-creșă de copii nr. 1 „Poienița”, grădinița-creșă de copii nr. 2 „Floricica” și biblioteca sătească.

## Viața religioasă
Biserica Ortodoxă Sf. Gheorghe

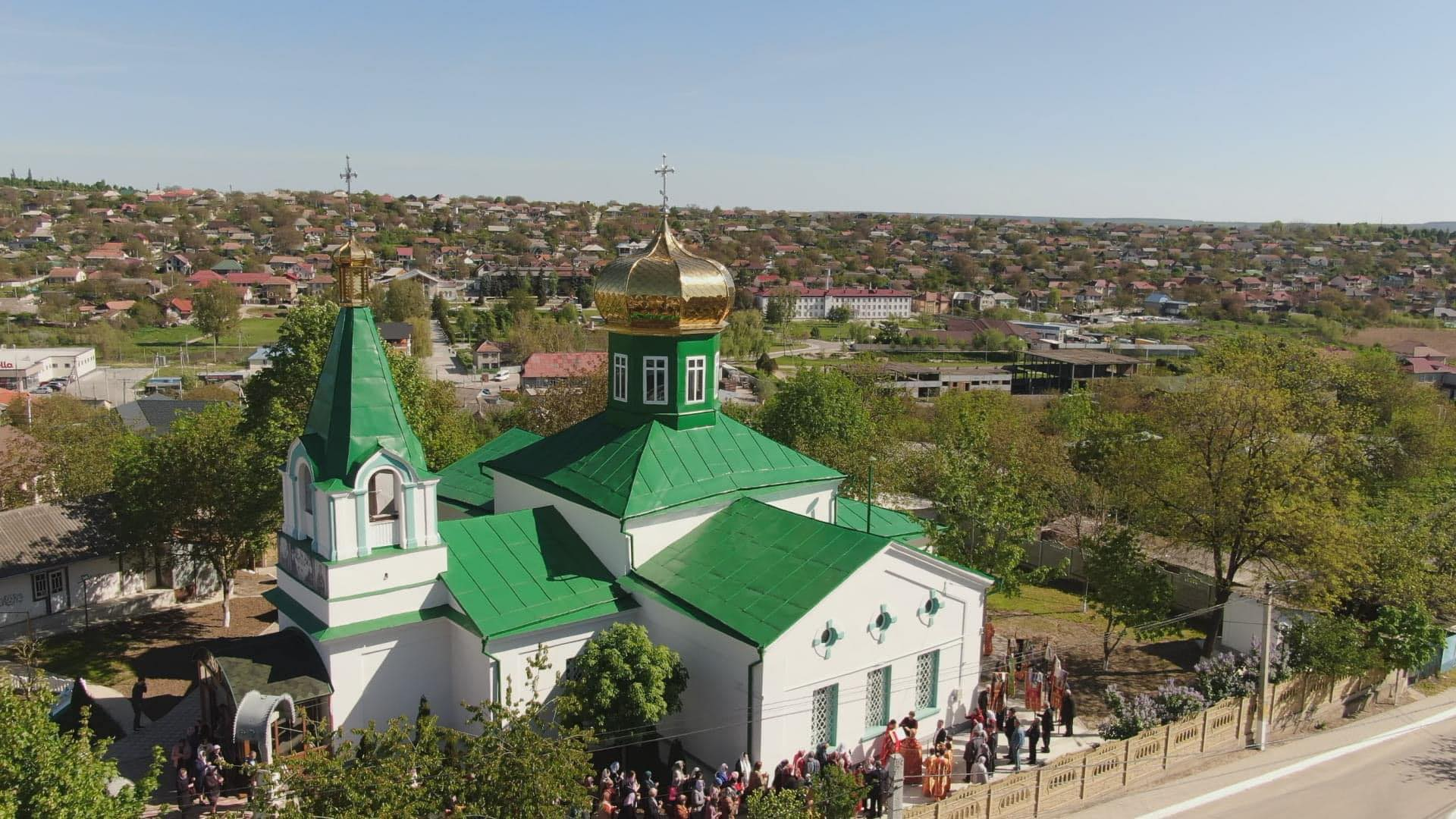
Biserica Sfântul Mare Mucenic Gheorghe din Cojușna

Conform surselor arhivistice, prima atestare documentară a bisericii din localitate ține de anul 1779. Biserica cu hramul „Sf. Voievozi Mihail și Gavril” a fost construită din lemn pe temelie de piatră și împreună cu clopotnița erau acoperite cu șindrilă. Preotul Vladimir Caisân, parohul bisericii, care a decedat în 1958, menționa într-un manuscris că temelia unei biserici noi a fost pusă în anul 1815, dar este zidită numai până la ferestre, după care a fost o întrerupere de 40 de ani, ca la 1855 să fie finisată. La 23 aprilie 1858 noua biserică a fost sfințită în numele Sf. Mare Mucenic Gheorghe. Ulterior lăcașul a fost lărgit și dobândește forma actuală de cruce.
| Nume, prenume      | ani          |
| ------------------ | ------------ |
| Constantin Zaltur  | 1815-1854    |
| Gheorghe Ciubuc    | 1854-1869    |
| Vladimir Baltaga   | 1869-1900    |
| Mihail Ganea       | 1900-1920    |
| Grigorie Ciubuc    | 1920-1941    |
| Vladimir Caisân    | 1927-1958    |
| Alexandru Turcin   | 1958-1974    |
| Vasile Radu        | 1975-1978    |
| Alexei Coțofani    | 1978-1981    |
| Constantin Stăvilă | 1981-1989    |
| Vasile Hegea       | 1991-1993    |
| Chiril Damian      | 1993-2011    |
| Serghie Jmurcov    | 2011-prezent |

## Personalități
- Ileana Țurcanu, cântăreață de muzică populară și romanțe (Cetățean de Onoare al s. Cojușna)
- Revaz Lomtadze (1936-1999), antreprenor din domeniul vitivinicol (Cetățean de Onoare al s. Cojușna, post-mortem)
- Mihai Poiată (n. 1949), prozator, cineast, dramaturg
- Anatol și Irina Bivol (n. 1960 și 1969), interpreți de muzică ușoară
- Igor Boțan (n. 1960), analist politic
- Veaceslav Madan (n. 1948), actor, regizor. Ministru al Culturii în perioada 2002-2006
- Grigore Triboi  (1956-2020), doctor în economie, ministru al industriei și comerțului (1997)

## Localități înfrățite
- Santa Vittoria in Matenano, Italia, din 2002
- Șipote (jud. Iași), din 2008, Bălușeni (jud. Botoșani), din 2009, Tulgheș (jud. Harghita), din 2014 & Dudeștii Noi (jud. Timiș), din 2014 – România
- Mălinești, r-nul Noua Suliță, regiunea Cernăuți, Ucraina, din 2012
- or. Kargowa, Polonia, din 2013
- Zberoaia, r-nul Nisporeni, din 2013 & Chirsova, r-nul Comrat, Găgăuzia – Republica Moldova.
- or. Veľký Grob, Slovacia, din 2014

## Galerie de imagini

### Anii '80

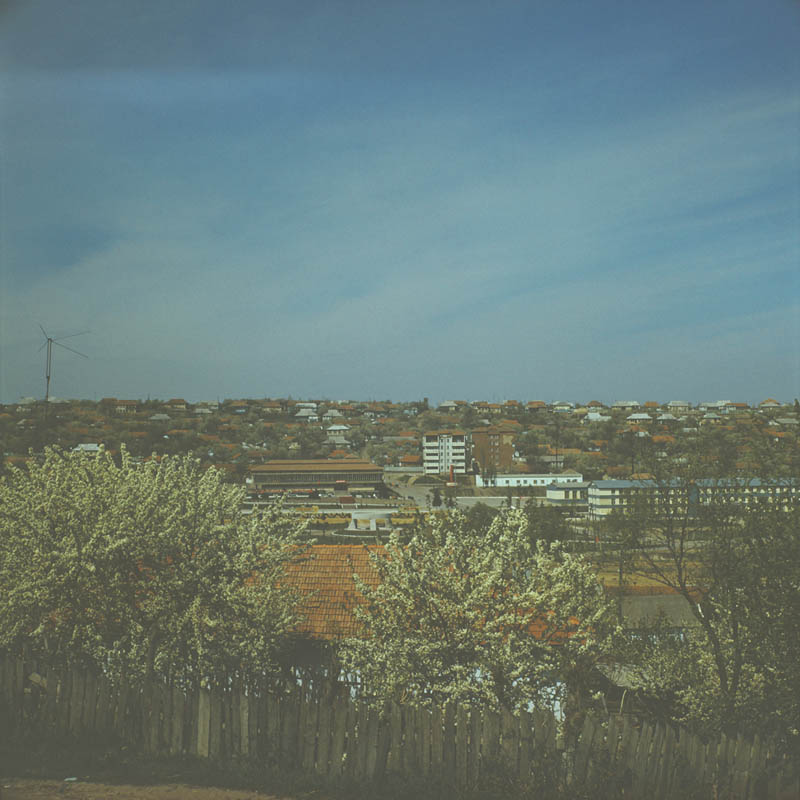
La solicitarea lui Pavel Munteanu, născut în acest sat.
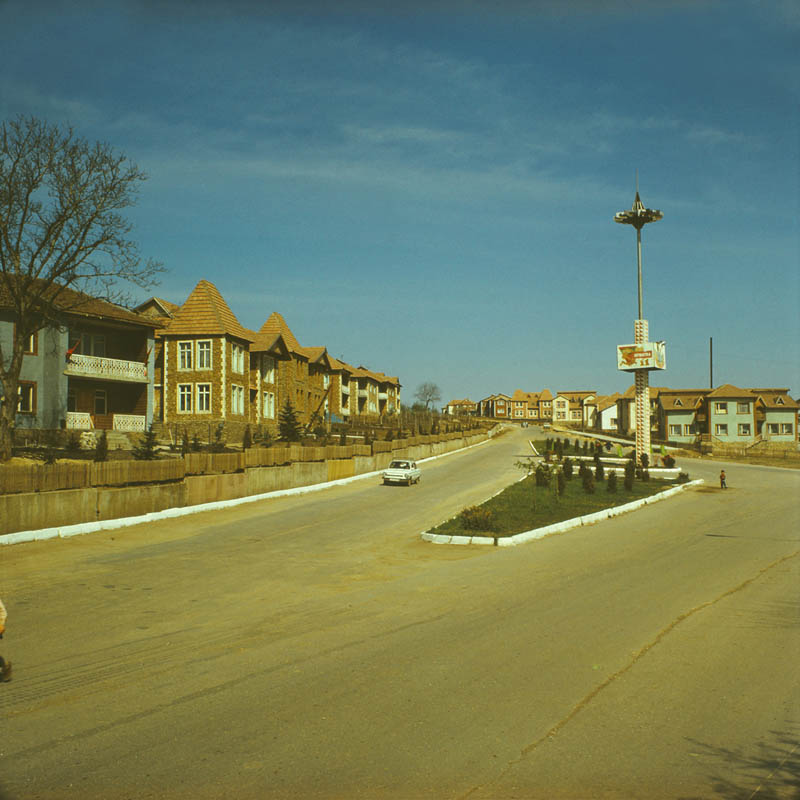
Centrul Cojușnei, din raionul Strășeni.
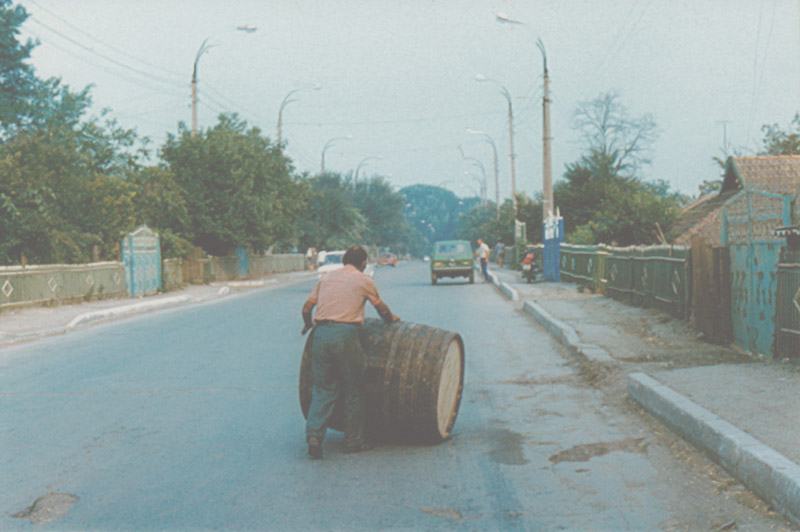
Satul Cojușna, din raionul Strășeni (pe la 1981).
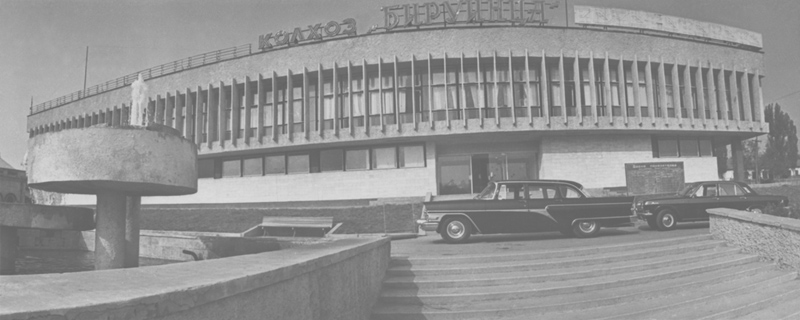
Sosirea unor musafiri deosebiți la Cojușna